# Памятник Пушкину и Далю
Памятник А. С. Пушкину и В. И. Далю — одна из достопримечательностей Оренбурга. Расположен в центре города, в сквере им. Полины Осипенко, на пересечении улиц Советской и Краснознамённой. Авторы памятника — уроженка Оренбурга, заслуженный художник России скульптор Н. Г. Петина и архитектор С. Е. Смирнов.

## История
18 сентября 1833 года Пушкин прибыл в Оренбург для изучения истории восстания Емельяна Пугачёва. Именно после визита в Оренбургскую губернию Пушкин напишет «Историю Пугачёва» и «Капитанскую дочку». Знакомил Пушкина с Оренбургом чиновник губернской канцелярии, уже знакомый поэту, Владимир Иванович Даль.

## Описание
Памятник открыт в августе 1998 года к 250-летию основания города Оренбурга и в преддверии 200-летия со дня рождения А. С. Пушкина. На открытии памятника среди почётных гостей присутствовали председатель правительства В. С. Черномырдин и художник И. С. Глазунов, однокурсник скульптора по ВУЗу.
Фигуры высотой в 2 метра отлиты из бронзы. Пьедестал состоит из трёх частей: гранитных ступеней, блока «дикой» фактуры и верхнего, также гранитного, но обработанного блока с картушем и двухстрочной надписью: «Пушкин, Даль».
В середине XVIII века на месте установки памятника была построена каменная церковь во имя святых Петра и Павла. Церковь во время своего путешествия в Оренбург посетил Пушкин, а Владимир Даль его сопровождал. Храм был уничтожен в 1930-е. В память о Петропавловской церкви основание памятника выполнено в виде равновеликого (греческого) креста.